# Déou (Burkina Faso)
Pour les articles homonymes, voir Déou.
Cet article concerne le village chef-lieu. Pour le département et la commune rurale, voir Déou (département).
Déou est un village du département et la commune rurale de Déou, dont il est le chef-lieu, situé dans la province de l’Oudalan et la région du Sahel au Burkina Faso.

## Géographie

### Démographie
- En 2003, le village comptait 8 024 habitants estimés[2].
- En 2006, le village comptait 7 878 habitants recensés[1].